# Swertia decumbens
Swertia decumbens är en gentianaväxtart som beskrevs av Vahl. Swertia decumbens ingår i släktet Swertia och familjen gentianaväxter. Inga underarter finns listade i Catalogue of Life.